# Reykjaneský hřbet
Reykjaneský hřbet je středooceánský hřbet v Severním Atlantském oceánu. Táhne se od jihozápadu od zlomového pásma Bight k severovýchodu po islandský kontinentální šelf. Severním pokračováním Reykjaneského hřbetu je poloostrov Reykjanes, po němž je pojmenován. Jeho celková délka je zhruba 850 km. Odděluje Islandskou pánev na východě od Irmingerovy pánve ležící na západě. Reykjaneský hřbet je někdy považován za část Severního středoatlantského hřbetu.